# Hi-Fi CAMP
Hi-Fi CAMP（ハイファイ・キャンプ）は、日本の4人組音楽グループ。所属事務所はエドワード・エンターテインメント・グループ。所属レコード会社はポニーキャニオン。メンバー全員が宮城県仙台市在住。

## 概要
メンバーのKIMとAIBAが同じバンドを組んでおり、同じく仙台市内のクラブ「SENDAI Neo BrotherZ」で活躍していたSOYAとTOSHIROのグループと巡り合い、お互いのバンドやクラブへの志向が合致し、2007年1月に結成。
Hi-Fi CAMPの名前の由来として、Hi-FiがHigh Fidelity（高再現性、高忠実度）の略であり、原音をそのまま再現・再生するといった意味から、彼らの思いを真っ直ぐに伝えたい、そういったことを楽しみながらやるグループとして名付けた。
2008年6月に地元仙台から全国へ、シングル「キズナ」でメジャーデビュー。
またこの年、SMAPのシングル曲「この瞬間、きっと夢じゃない」の楽曲を提供している。
2010年、アルバム「2nd BEST」発売時には、音楽業界初となる試みとして、DJ TOSHIROがアルバム収録曲をMIXした「2nd BEST MEGA MIX」を公式ホームページより無料配信。
この頃、嵐の「Summer Splash!」、嵐・松本潤の「Shake it!」をThe仙台セピア名義で楽曲を提供している。
2012年には、メンバー自らも被災した東日本大震災の復興支援として、プロジェクト「わらしべ長者・絆」を実施。
2013年3月20日に、公式ホームページ上でSOYAの脱退により、デビュー5周年記念日に当たる同年6月4日の仙台darwinでのライブをもって解散することを発表、2013年6月4日に解散。
2014年2月6日に、KIM、AIBA、TOSHIROの3人がONIDAIKOの59、MOZとパンダライオンを結成したことを所信表明し初ライブの発表も行ったが、15分でチケットが完売となった。同日、YouTube上で、Hi-Fi CAMPのファンであることを公言しており、同年のソチオリンピックフィギュアスケート日本代表の羽生結弦（全日空）の応援歌「夢に描くキセキ」と共に 応援PROJECT映像 を配信した。

## 地元仙台在住について
地元である宮城県仙台市でレコーディングを全て行い、仙台に対する思いは歌詞にも現れ出ている。
同じ事務所のMONKEY MAJIKやRakeも同じく仙台在住である。特にHi-Fi CAMPは人柄から地元仙台のミュージシャンに愛されており、ミュージシャン、ラッパーの中には歌詞にHi-Fi CAMPへの愛が感じられるリリックが入れられるほどである。
2009年8月26日にNHK-BS2で放送された「最新ヒット ウエンズデー J-POP」 では、KIMの元アルバイト先で、Hi-Fi CAMPが結成されたきっかけでもある、クラブSENDAI Neo BrotherZの元店長、同僚がVTR出演し、当時の事やメンバーの人柄を語っている。クラブのスタッフルームの壁にはいまだにデビュー前に初めて書いたサインが残っている。

## メンバー
- KIM（Vo）1981年12月8日、A型・青森県弘前市出身
- SOYA（Vo&MC）1983年10月19日、O型・宮城県大崎市出身
- AIBA（Key）1984年2月9日、A型・宮城県仙台市出身
- TOSHIRO（DJ）1983年7月3日、A型・宮城県大崎市出身

## 来歴
2007年（平成19年）
- 1月 - 結成。同時期にエドワード・エンターテインメント・グループに所属。
- 10月 - 大手レコード会社13社争奪戦の末、フォーライフミュージックエンタテイメントと契約。

2008年（平成20年）
- 6月4日 - 1stシングル『キズナ』でメジャーデビュー。
- 8月13日発売のSMAPのシングル『この瞬間、きっと夢じゃない』の作詞・作曲を手がけた。
- 10月〜11月 - 全国15箇所の全国ツアーをキマグレンとともに行った。ツアータイトル「キマグレCAMP」。

2009年（平成21年）
- 8月19日 - 自身初となるアルバム『1st BEST』をリリース。
- 12月 - 全国4箇所の1stツアー「1st BEST TOUR 〜大変恐縮です…〜」開催。

2010年（平成22年）
- 7月〜8月 - 全国4箇所の2ndツアー「Hi-Fi Summer CAMP Tour 2010 〜大変お手数です…〜」開催。
- 11月3日 - 2ndアルバム『2nd BEST』をリリース。

2011年（平成23年）
- 2月 - 全国4箇所の3rdツアー「Hi-Fi CAMP 2nd BEST TOUR2011 〜ググッと！！いっちゃって下さい…〜」開催。
- 9月 - 所属レコード会社をポニーキャニオンへ移籍することを発表。

2012年（平成24年）
- 3月 - 「全国47都道府県モールTour 〜ヒカリ灯していいですか？〜」 開催。
- 6月20日 - 3rdアルバム『SUNRISE』をリリース。
- 12月 - 全国5箇所の4thツアー「Hi-Fi CAMP X'mas TOUR2012 〜結局、サンタになっちゃうんでね...SAY ホーホーホー〜」開催。
- 12月19日 - 1stミニアルバム『Love For All』をリリース。

2013年（平成25年）
- 3月20日 - SOYAの脱退に伴い、同年6月4日の仙台darwinでのライブをもって解散することを発表。
- 5月 - 全国7箇所の5thツアー「Hi-Fi CAMP 5th Anniversary Eve Tour2013 〜今から本気出すから、出しますからっ!!!〜」開催。
- 5月22日 - ラストオリジナルアルバム『LIFE GOES ON』をリリース。
- 6月4日 - 仙台darwinでのライブ「Hi-Fi CAMP FINAL LIVE 〜30歳からの就職は困難？どうなん？?〜」をもって解散。このライブの模様を収録したDVDが同年9月4日にリリース。
- 7月3日 - ベストアルバム『んでねBEST』をリリース。[3]

## 全国47都道府県モールTour 〜ヒカリ灯していいですか？〜
2012年に東日本大震災復興支援プロジェクト「わらしべ長者・絆」の一環として、バン一台で全国47都道府県のモールを周り、無料のミニライブを開催。
その場で観覧者と「物々交換」を行い、最終日に着地した「物」をオークションで義援金として被災地へ寄付する活動を行った。
日程・会場は以下。
- 3月6日(火)【東京】 サンストリート亀戸・マーケット広場
- 3月7日(水)【神奈川】アリオ橋本・アクアガーデン
- 3月8日(木)【埼玉】 ららぽーと新三郷 スカイガーデンステージ
- 3月9日(金)【千葉】 ニッケ・コルトンプラザ・コルトンホール
- 3月10日(土)【埼玉】 イオンレイクタウン kaze 1F 光の広場
- 3月11日(日)【東京】 ららぽーと豊洲・中庭メインステージ
- 3月13日(火)【山梨】 ラザウォーク甲斐双葉・1Fラザコート
- 3月14日(水)【静岡】 イオンモール浜松市野 ・1Fシンフォニーコート
- 3月15日(木)【岐阜】 モレラ岐阜・イベントスペース
- 3月16日(金)【三重】 イオンモール鈴鹿・専門店街1階 中央コート
- 3月17日(土)【愛知】 エアポートウォーク名古屋
- 3月18日(日)【愛知】 イオンモール木曽川 1Fノースコート
- 3月20日(火・祝)【和歌山】和歌山マリーナシティ イコラストリート特設会場
- 3月21日(水)【滋賀】 イオンモール草津 1Fセントラルコート
- 3月22日(木)【奈良】 イオンモール橿原 イベントスペース
- 3月23日(金)【京都】 京都新風館 中庭Re-Cueホール
- 3月24日(土)【大阪】 イオンモール大日1F サニーコート
- 3月27日(火)【香川】 イオンモール綾川・1Fグリーンコート
- 3月28日(水)【徳島】 フジグラン北島1F グランモール
- 3月29日(木)【高知】 龍馬ふるさと博・こうち旅広場
- 3月30日(金)【愛媛】 エミフルMASAKI エミモール1Fグリーンコート
- 3月31日(土)【兵庫】 阪急西宮ガーデンズ4Fスカイガーデン
- 4月1日(日)【岡山】 クレド岡山・1Fふれあい広場
- 4月3日(火)【鳥取】 イオン米子駅前店・イベントスペース
- 4月4日(水)【島根】 イオン松江ショッピングセンター・新館1F吹き抜け広場
- 4月5日(木)【広島】 アルパーク・東棟2F時計の広場
- 4月6日(金)【山口】 シーモール下関・2Fセントラルコート
- 4月7日(土)【福岡】 マリノアシティ福岡 ビッグステップ
- 4月8日(日)【福岡】 イオンモール福岡伊都店 1Fセントラルコート
- 4月10日(火)【大分】 パークプレイス大分 1F センターコート
- 4月11日(水)【宮崎】 イオンモール宮崎 1F スペースコート
- 4月12日(木)【鹿児島】イオンモール鹿児島 1F 風の広場
- 4月13日(金)【熊本】 イオンモール熊本 イーストスクエア
- 4月14日(土)【長崎】 AMUプラザ長崎 かもめ広場
- 4月15日(日)【沖縄】 那覇・メインプレイス 2FシネマQ前特設会場
- 4月16日(月)【佐賀】 ゆめタウン佐賀 1Fセントラルコート
- 4月19日(木)【福島】ATi郡山 1Fイベントスペース
- 4月20日(金)【栃木】ララスクエア宇都宮 屋上ララ・ステージ
- 4月21日(土)【群馬】イオンモール太田 専門店街・1Fセントラルコート
- 4月22日(日)【新潟】イオンモール新発田 1Fセントラルコート
- 4月23日(月)【長野】イオン上田ショッピングセンター
- 4月24日(火)【富山】 紀伊國屋書店富山店グランドプラザ
- 4月25日(水)【金沢】 金沢フォーラス1階正面入り口前
- 4月26日(木)【福井】 エルパ1F西口イベントスペース
- 5月5日(土)【北海道】アリオ札幌 1Fハーベストコートイベント広場
- 5月6日(日)【北海道】ウィングベイ小樽 5番街1F ネイチャーチャンバー
- 5月8日(火)【盛岡】イオンモール盛岡南・専門店街1Fセンターコート
- 5月9日(水)【山形】イオンモール山形南・1Fセンターコート
- 5月10日(木)【秋田】イオンモール秋田・1Fセントラルコート
- 5月11日(金)【青森】イオンモールつがる柏 センターモール1階シャコちゃんコート
- 5月12日(土)【宮城】イオンモール富谷・2F中央催事場
- 5月13日(日)【宮城】勾当台公園・野外音楽堂

## ディスコグラフィー

### シングル
| 枚   | 発売日         | タイトル                        | 規格品番                                | 最高位 |
| ---- | -------------- | ------------------------------- | --------------------------------------- | ------ |
| 1st  | 2008年6月4日   | キズナ                          | FLCF-7154(初回限定盤) FLCF-7155(通常盤) | 20位   |
| 2nd  | 2008年11月5日  | 恋                              | FLCF-7159                               | 38位   |
| 3rd  | 2009年2月25日  | トルケスタニカ                  | FLCF-7164                               | 100位  |
| 4th  | 2009年5月20日  | 一粒大の涙はきっと              | FLCF-7166                               | 29位   |
| 5th  | 2009年8月5日   | だから一歩前へ踏み出して        | FLCF-7170                               | 43位   |
| 6th  | 2010年2月24日  | Lost Love Song                  | FLCF-4320                               | 50位   |
| 7th  | 2010年8月18日  | 一握りの空の下                  | FLCF-4337                               | 87位   |
| 8th  | 2010年9月29日  | 夢の向こうへ                    | FLCF-4351                               | 60位   |
| 9th  | 2011年11月30日 | この手伸ばして/数え切れないKiss | PCCA-70312                              | 73位   |
| 10th | 2012年3月7日   | Boys be Ambitious!!／ヒカリ     | PCCA-70321                              | 84位   |

### アルバム
| 枚  | 発売日        | タイトル     | 規格品番  | 最高位 |
| --- | ------------- | ------------ | --------- | ------ |
| 1st | 2009年8月19日 | 1st BEST     | FLCF-4278 | 8位    |
| 2nd | 2010年11月3日 | 2nd BEST     | FLCF-4242 | 43位   |
| 3rd | 2012年6月20日 | SUNRISE      | PCCA-3600 | 50位   |
| 4th | 2013年5月22日 | LIFE GOES ON | PCCA-3861 | 42位   |

### ミニアルバム
| 枚  | 発売日         | タイトル     | 規格品番   | 最高位 |
| --- | -------------- | ------------ | ---------- | ------ |
| 1st | 2012年12月19日 | Love For All | PCCA-03720 | 87位   |

### ベストアルバム
| 枚  | 発売日       | タイトル   | 規格品番                                  | 最高位 |
| --- | ------------ | ---------- | ----------------------------------------- | ------ |
| 1st | 2013年7月3日 | んでねBEST | PCCA-03862(初回限定盤) PCCA-03863(通常盤) | 48位   |

### DVD
| 枚  | 発売日       | タイトル                                                    | 規格品番 | 最高位 |
| --- | ------------ | ----------------------------------------------------------- | -------- | ------ |
| 1st | 2013年9月4日 | Hi-Fi CAMP FINAL LIVE 〜30歳からの就職は困難？どうなん？?〜 | UHR-21   | 35位   |

### 楽曲提供
- SMAP「この瞬間、きっと夢じゃない」-Hi-Fi CAMPが楽曲を提供（2008年）
- GReeeeN「刹那」-AIBAがadditional Pianoを提供（2009年）
- 玉置成実「またね」- Hi-Fi CAMPが楽曲を提供（2009年）
- 嵐「Summer Splash!」- The仙台セピア名義で楽曲を提供（2010年）
- 松本潤「Shake it!」- The仙台セピア名義で楽曲を提供（2011年）

## タイアップ
| 曲名                         | タイアップ                                                                                   |
| ---------------------------- | -------------------------------------------------------------------------------------------- |
| キズナ                       | 奈良テレビ「高校野球奈良県大会中継」2007年度テーマソング                                     |
| キズナ                       | 映画「僕の彼女はサイボーグ」挿入歌                                                           |
| キズナ                       | TBS系「恋するハニカミ!」2008年7月度エンディング・テーマ                                      |
| キズナ                       | 東北放送「TBC Exciting Ballpark」2008年オープニングテーマ                                    |
| Summer "D" Live              | 「2008夏 HONDA CARS東北」TVCMソング                                                          |
| 一粒大の涙はきっと           | 日本テレビ系「ブカツの天使」テーマ曲                                                         |
| 一粒大の涙はきっと           | ポカリスエット CMソング                                                                      |
| だから一歩前へ踏み出して     | ポカリスエット CMソング                                                                      |
| SENDAISTA                    | TBS系「王様のブランチ」2009年8・9月度エンディング・テーマ                                    |
| 一瞬の想いを                 | 「NHKロボコン2009」テーマ曲                                                                  |
| Lost Love Song               | 日本テレビ系「音楽戦士 MUSIC FIGHTER」2010年3月度エンディング・テーマ                        |
| 一握りの空の下               | TBS系「爆!爆!爆笑問題」2010年8・9月度エンディングテーマ                                      |
| 一握りの空の下               | 読売テレビ「キューン!」2010年8月度エンディングテーマ                                         |
| 夢の向こうへ                 | 仙台銀行「住宅ローン」 CMソング                                                              |
| ALIVE                        | 仙台保健福祉専門学校 CMソング                                                                |
| RIDE AWAY 〜雪の降る街から〜 | トーヨータイヤ スタッドレスタイヤ「GARIT G5」CMソング                                        |
| 羅針盤                       | デジタルアーツ CMソング                                                                      |
| 離れていても                 | あすなろ学院「2010年冬季講習会」CMソング                                                     |
| この手伸ばして               | テレビ東京系アニメ「FAIRY TAIL」エンディングテーマ                                           |
| 数え切れないKiss             | トーヨータイヤ スタッドレスタイヤ「GARIT G5」CMソング                                        |
| Boys Be Ambitious!!          | テレビ東京系アニメ「FAIRY TAIL」エンディングテーマ                                           |
| ヒカリ                       | 仙台放送「あらあらかしこ」6月度エンディング・テーマ                                          |
| SKY HIGH                     | TBS「女子バレーボール ワールドグランプリ2012」テーマソング                                   |
| 桜                           | 積和不動産東北株式会社CMソング                                                               |
| Pride                        | 安比高原スキー場ウィンターシーズン タイアップ曲 長崎県高校総合体育大会FM長崎応援テーマソング |
| ワンダフル・ワールド         | トーヨータイヤ スタッドレスタイヤ「GARIT G5」CMソング                                        |
| snow                         | APPI2013冬 CMソング                                                                          |
| 1.2.3STEP                    | TBS系テレビ「S☆1」テーマソング                                                               |
| 夢よりも大事なもの           | JRA福島競馬場2013年TVCMタイアップ曲                                                          |

## ミュージックビデオ
| 監督     | 曲名                                                              |
| 小川直   | 「一粒大の涙はきっと」(出演:桜井ひかり)                           |
| 木枝穂   | 「数え切れないKiss」                                              |
| 須永秀明 | 「Lost Love Song」(出演:葵)                                       |
| 高島太士 | 「ワンダフル・ワールド」                                          |
| 中井庸友 | 「だから一歩前へ踏み出して」(出演:中村俊輔・川口春奈)             |
| 本郷伸明 | 「トルケスタニカ」                                                |
| 和田泰宏 | 「RIDE AWAY〜雪の降る街から〜」「一握りの空の下」「夢の向こうへ」 |
| 不明     | 「キズナ」「ヒカリ」                                              |

## 主な出演イベント
- 2010年08月26日 - TREASURE05X 2010 ～ONE STEP CLOSER 2ND DAY～
- 2011年11月25日 - 海仙山仙 ～第二幕～